# Ragusano
El ragusano era un dialecto dalmático hablado durante la Edad Media en la ciudad de Ragusa (actualmente es la ciudad croata de Dubrovnik, siendo Ragusa su nombre en italiano).
La lengua dalmática, ya extinta, tenía dos dialectos principales, el vegliota, hablado en la zona norte y el ragusano, hablado en la zona sur cercana a la actual Dubrovnik. Si bien el vegliota pervivió hasta casi el siglo XX, el ragusano, que fue lengua oficial de la República de Ragusa durante mucho tiempo, se extinguió en el siglo XVI.
El ragusano nos ha llegado merced a unos pocos textos, de naturaleza breve; especialmente gracias a dos cartas, fechadas en el siglo XIV, una en 1325 y otra en 1397. También se conservan unos textos medievales que dejan claras las influencias del idioma véneto hablado en Venecia. Además se conservan unos textos de un italiano, Filipo Diversi, quien dirigió una escuela en Dubrovnik en los años 1430 y cita una serie de palabras en ragusano (pen pan, teta padre chesa casa, fachir hacer).
Del hecho de que la lengua estaba desapareciendo nos habla la decisión en 1472 del Senado de la República de Ragusa (Dubrovnik constituía una ciudad estado) legislando que a partir de esa fecha los debates se desarrollarían exclusivamente en lingua veteri ragusea, es decir, ragusano, además de prohibir utilizar la lengua croata.

## Muestra lingüística
A ser pon unuriuol canciler de Ragusa. Todru de fomat d' cara salutuui cun oni uostru unur. A mi fo ditu qui lu frar d' maistru Nicola Murar si dimanda rasun nanti la curti de Ragusa contra Franciscu meu fiiol de f XX de g'r. Ii qual auia dat maistru Nicola a Franciscu p dur Ii a-mi. Undi putu dir cun oni uiritat quil frar de maistru Nicola nun f'e-co quil diuia e fe uilania a far tal dimandasun a Franciscu; qui plu unur era so, di mandar a mi una litera dimandandumi qui e di quili f XX d' g'r., quil manda maistru Nicola p Franciscu, e s-eu un Ii auisi ditu la uiritat, poi nu Ii mancaua a di[man]dar d' Franciscu. Miu eu si lu do a sauir a uoi. Franciscu meu fiiol a mi si dusi f XX — cun ' una litera, Ii qual d'r e la litera a mi mandaua maistru Nicola e prigandumi [?] qui eu fesi lu meiu qui eu putis quil auisi quila" casa e quili f XX d' g'r. eu desi capare e lu rumanet [sie] il mi uolia mandar. Com eu Ii sinificaua p mia litera, et eu todru si fei lu mircat d' la casa e dei p capare Ii f XX d' gr. e lu rumanent il diuia richeuir Ifra VI misi, e si lu rumanent il nu mandasi ifra VI misi, lu capare d' Ii f XX d' g'r. si ptia. & eu todru T continet com-eu-fe (V) lu mircat si Ii sinificai p mia litera com-eu auia faptu lu mircat et dat lu capare com maistru Nicola a-mi auia sinificat p litera sua e-qui sil nu-mandasi lu rumanent quil pirdia' Ii f XX d' g'r. e diuia manda (?) ifra VI misi faptu lu mircat e quistu posu dir cun oni uiritat, qui maistru Nicola nu mi manda lu rumas d' Ii d'r ni litera soa, e cil perdi Ii d'r, so dan, qui-e fe (;o quil mi manda pacandu p la sua litera. E ancora nu uardiro a la catiuera d' lu frar d' maistru Nicola* si tuti Ii fraud'li d' mastru Nicola a-mi manda lu rumanent d'li d'r, eu faro a mia posa quili abia la casa e si nu la purimu auir, eu Ii mandiro I dret Ii d'r quili mi mandira.